# Artsvashen

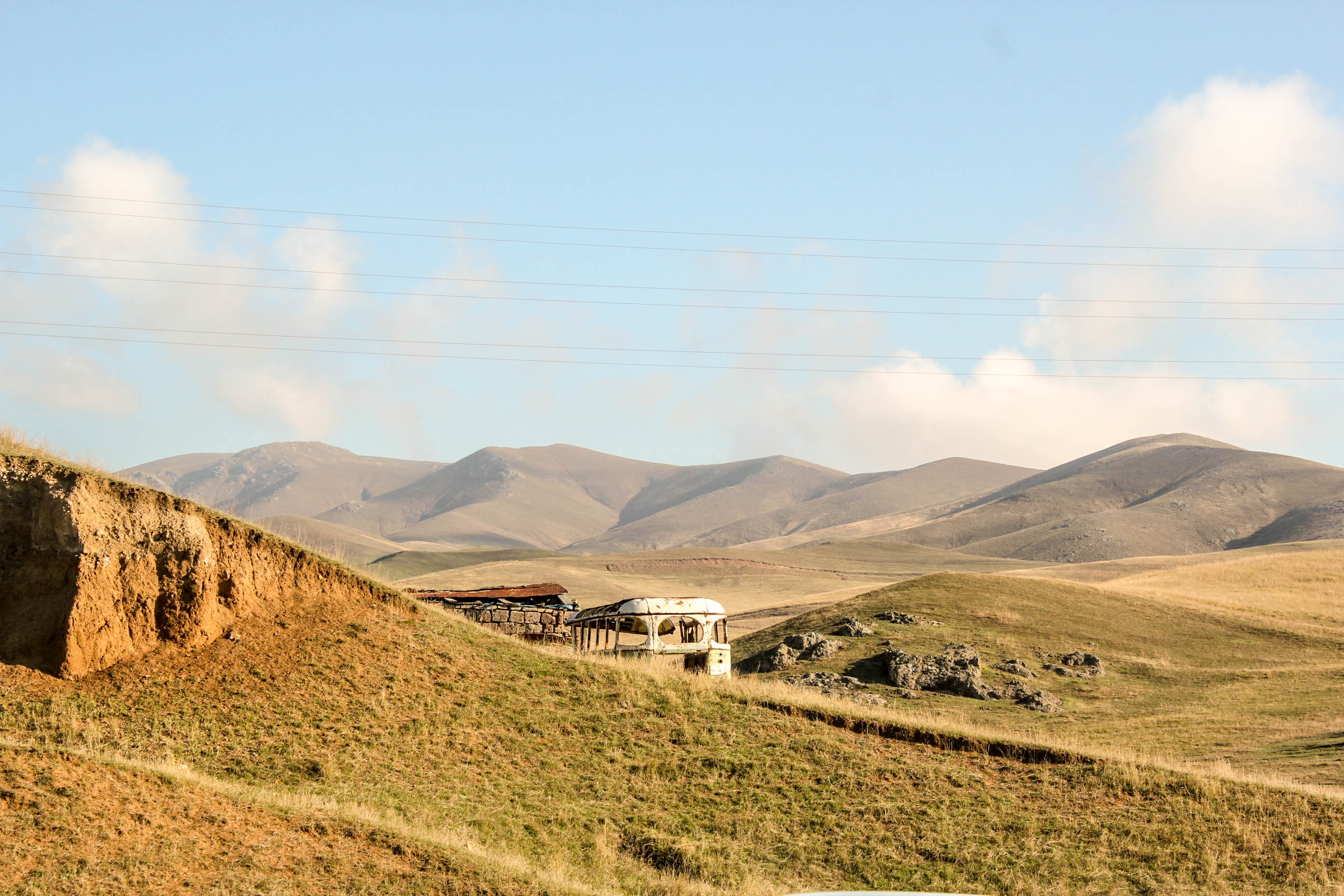

Artsvashen ou Artzvashen (en arménien Արծվաշեն ; en azéri Bashkend) est une communauté rurale du marz de Gegharkunik, en Arménie, enclavée à l'intérieur de l'Azerbaïdjan, au nord-est du territoire arménien, dont elle est distante d'environ 2 km. Elle est contrôlée par l'Azerbaïdjan depuis la guerre du Haut-Karabagh en 1992. 

## Histoire
Fondé en 1845, la localité était reliée géographiquement à la République démocratique d'Arménie jusqu'en 1931, lorsque ce couloir[Lequel ?] a été transféré à l'Azerbaïdjan par l'Union soviétique dans le cadre d'une série d'ajustements des frontières dans le Caucase méridional. 
Pendant la guerre du Haut-Karabagh, cette région a aussi souffert des hostilités. Ce fut le site de beaucoup de tirs croisés entre Arméniens et Azéris, notamment un incident impliquant l'embuscade de 22 soldats arméniens dans la région par des Azéris parlant l'arménien. L'enclave est restée sous contrôle des Arméniens jusqu'au mois d'août 1992, quand 4 500 Arméniens ont été évacués par l'armée arménienne et 12 soldats arméniens tués.
Aujourd'hui, le village, presque abandonné, est habité par quelques Azéris. Il a été renommé Bashkend par le gouvernement azerbaïdjanais.